# Zygina digitata
Zygina digitata är en insektsart som först beskrevs av Ribaut 1948.  Zygina digitata ingår i släktet Zygina och familjen dvärgstritar.
Artens utbredningsområde är Cypern. Inga underarter finns listade i Catalogue of Life.